# یانیس ایوانیدیس
یانیس ایوانیدیس (به یونانی: γiάvvης iωαvviδης) زاده ۱۹۵۹ در استانبول ترکیه، دانشمند رایانه‌ است که رئیس فعلی انجمن ماشین‌های حسابگر است. او استاد دانشگاه آتن و همچنین یک دانشکده وابسته به مرکز تحقیقات و نوآوری آتن است که در آن‌جا به عنوان رئیس و مدیر کل ۱۰ سال خدمت کرده‌است.

## جستار وابسته
- انجمن ماشین‌های حسابگر
- مؤسسه مهندسان برق و الکترونیک

## پیوند بیرونی
- نمایه یانیس ایوانیدیس در گوگل اسکالر